# 深谷友基
深谷 友基（ふかや ゆうき、1982年8月1日 - ）は、愛知県岡崎市出身の元プロサッカー選手。現役時代の登録ポジションはディフェンダー（センターバック）。

## 来歴
中学校までは主にMFを務め、1年生の時からレギュラーを務めた。中学卒業後は、愛知県立三好高等学校に進学。同校初のインターハイ全国大会出場に貢献。阪南大学在学中の2003年-2004年に特別指定選手として京都パープルサンガに登録され、サテライトリーグに出場した。
2005年に大分トリニータに加入。同年のリーグ戦では新人ながらチーム最多の32試合に出場した。以降も同年途中から監督となったペリクレス・シャムスカの下レギュラーに定着。特に2008年には「カメナチオ」と呼ばれたリーグ最少失点（Jリーグ記録）を記録したチームでスタメンCBとして出場を続け、クラブ歴代最高順位となるリーグ戦4位・ヤマザキナビスコカップ優勝に貢献した。しかし、優勝争いの天王山となった11月23日の鹿島戦で膝を負傷。左膝前十字靱帯損傷、内側半月板損傷で全治6か月という重傷を負った。
前年の負傷の影響でシーズン前半戦は試合に出場できなかった。その間大分はリーグ戦14連敗を喫するなど不振に陥り監督もシャムスカからランコ・ポポヴィッチに交代した。復帰戦となった18節・浦和戦で決勝点となるゴールを決め連敗記録を14でストップさせる等シーズン後半戦からの大分の復調に貢献するも、実らずJ2降格となった。同年オフ、降格に加え大分が深刻な経営難により主力選手を保持出来なくなったこともあり、大宮アルディージャに完全移籍。移籍1年目の2010年は自身最多となるリーグ戦6ゴールを記録した。
2013年、大分へ完全移籍。4年ぶりの古巣復帰となったがコンディション不良により出場機会はほとんどなかった。
2014年、地元・東海に本拠地を置くFC岐阜に移籍。別府キャンプ初日に当時監督のラモス瑠偉から副主将に指名された。翌2015年は主将を務めた。
2016年、愛媛FCへ完全移籍。2017年シーズンを以て、現役を引退。
現在は父親の経営する愛知県岡崎市の人材派遣会社サンヨウに勤務。

## 人物
大分に入団後から2007年まではスキンヘッドであったが、翌2008年以降はソフトモヒカンを通していた。
2006年11月14日に結婚。

## 所属クラブ
- 岡崎市立梅園小学校
- トキワSSS
- 岡崎市立甲山中学校
- 1998年 - 2000年 愛知県立三好高等学校
- 2001年 - 2004年 阪南大学
  - 2003年 - 2004年 京都パープルサンガ（特別指定選手）
- 2005年 - 2009年  大分トリニータ
- 2010年 - 2012年  大宮アルディージャ
- 2013年  大分トリニータ
- 2014年 - 2015年  FC岐阜
- 2016年 - 2017年  愛媛FC

## 個人成績
| 国内大会個人成績 | 国内大会個人成績 | 国内大会個人成績 | 国内大会個人成績 | 国内大会個人成績 | 国内大会個人成績 | 国内大会個人成績 | 国内大会個人成績 | 国内大会個人成績 | 国内大会個人成績 | 国内大会個人成績 | 国内大会個人成績 |
| 年度             | クラブ           | 背番号           | リーグ           | リーグ戦         | リーグ戦         | リーグ杯         | リーグ杯         | オープン杯       | オープン杯       | 期間通算         | 期間通算         |
| 年度             | クラブ           | 背番号           | リーグ           | 出場             | 得点             | 出場             | 得点             | 出場             | 得点             | 出場             | 得点             |
| 日本             | 日本             | 日本             | 日本             | リーグ戦         | リーグ戦         | リーグ杯         | リーグ杯         | 天皇杯           | 天皇杯           | 期間通算         | 期間通算         |
| ---------------- | ---------------- | ---------------- | ---------------- | ---------------- | ---------------- | ---------------- | ---------------- | ---------------- | ---------------- | ---------------- | ---------------- |
| 2005             | 大分             | 4                | J1               | 32               | 1                | 5                | 0                | 2                | 0                | 39               | 1                |
| 2006             | 大分             | 4                | J1               | 31               | 1                | 5                | 1                | 2                | 0                | 38               | 2                |
| 2007             | 大分             | 4                | J1               | 31               | 3                | 5                | 0                | 2                | 0                | 38               | 3                |
| 2008             | 大分             | 4                | J1               | 32               | 1                | 9                | 0                | 0                | 0                | 41               | 1                |
| 2009             | 大分             | 4                | J1               | 14               | 1                | 3                | 0                | 2                | 0                | 19               | 1                |
| 2010             | 大宮             | 4                | J1               | 25               | 6                | 2                | 0                | 0                | 0                | 27               | 6                |
| 2011             | 大宮             | 4                | J1               | 27               | 1                | 2                | 0                | 1                | 0                | 30               | 1                |
| 2012             | 大宮             | 4                | J1               | 11               | 0                | 4                | 0                | 1                | 0                | 16               | 0                |
| 2013             | 大分             | 4                | J1               | 4                | 0                | 1                | 0                | 1                | 0                | 6                | 0                |
| 2014             | 岐阜             | 3                | J2               | 3                | 0                | -                | -                | 0                | 0                | 3                | 0                |
| 2015             | 岐阜             | 4                | J2               | 10               | 0                | -                | -                | 2                | 0                | 12               | 0                |
| 2016             | 愛媛             | 22               | J2               | 11               | 0                | -                | -                | 3                | 0                | 14               | 0                |
| 2017             | 愛媛             | 22               | J2               | 9                | 0                | -                | -                | 1                | 0                | 10               | 0                |
| 通算             | 日本             | 日本             | J1               | 207              | 14               | 36               | 1                | 11               | 0                | 254              | 15               |
| 通算             | 日本             | 日本             | J2               | 33               | 0                | -                | -                | 6                | 0                | 39               | 0                |
| 総通算           | 総通算           | 総通算           | 総通算           | 240              | 14               | 36               | 1                | 17               | 0                | 293              | 15               |

- 2003年・2004年 特別指定選手としての公式戦出場は無し
- J1初出場 - 2005年3月13日 第2節 アルビレックス新潟戦（新潟スタジアム） 
  - 初得点 - 2005年10月1日 第26節 横浜F・マリノス戦（日産スタジアム）

## タイトル

### クラブ
阪南大学
- 総理大臣杯全日本大学サッカートーナメント：1回（2001年）
- 関西学生サッカーリーグ1部：2回（2002年、2003年）
- 関西学生サッカー選手権：1回（2003年）
- 大阪サッカー選手権大会（兼天皇杯大阪府予選）：1回（2004年）

大分トリニータ
- Jリーグカップ：1回（2008年）